# Polymer
La Polymer è stata una azienda italiana, specializzata nel campo della produzione del polipropilene nel polo chimico di Terni.

## Storia

### Origini
Il polo chimico di Terni ha come suo antecedente lo stabilimento della Società Anonima Industria Gomma Sintetica (SAIGS). Il procedimento era basato sul butadiene, che aveva come suo precursore l'aldeide acetica, a sua volta ricavata dal carburo di calcio.
La scelta di Terni era determinata dal fatto che a Papigno c'era uno dei pochi centri italiani per la produzione di carburo di calcio, con utilizzo dell'energia elettrica prodotta dalle cascate delle Marmore. I soci della SAIGS erano la Pirelli e l'IRI, ma il sopraggiungere della guerra impedì il concreto passaggio alla produzione industriale.
Nel 1949 il complesso industriale fu riaperto a cura del gruppo Montecatini, che nel 1951 fonderà la Polymer per la produzione di resine a partire dall'acetilene. Successivamente la società decise di affidare al polo di Terni il compito di sfruttare industrialmente l'invenzione del Premio Nobel per la chimica Giulio Natta, il polipropilene isotattico, conosciuto con il nome commerciale di Moplen.

### Il Movil (1953-1977)
Nel 1953 venne lanciata una nuova fibra sintetica, il Movil, molto simile alla lana. Le sue caratteristiche  coibenza termica, idrorepellenza, non infiammabilità, non attaccabilità dalle muffe, morbidezza, non restringibilità ne consentivano un largo uso in molti settori dell' industria tessile, insieme ad altre fibre naturali o sintetiche, nella confezione di tende e tessuti per l' arredamento (anche di esterni) e la tappezzeria, per articoli igienico-sanitari, per imbottiture di cuscini e materassi, per giocattoli di peluche sintetico. Sebbene durante la lavorazione la materia prima del Movil, il cloruro di vinile, venisse inertizzato, all' inizio degli anni settanta si diffusero sospetti sulla sua cancerogenicità. Ciò determinò l'uscita dal mercato della fibra clorovinilica, sostituita dal Meraklon (1977), e la definitiva chiusura degli impianti nel corso degli anni ottanta.

### Il Moplen
Ai riconoscimenti del mondo scientifico si unì ben presto una campagna di marketing particolarmente aggressiva ed efficace. I caroselli con Gino Bramieri furono tra i più apprezzati del pubblico e lo slogan  E mo,.... e mo .... Moplen, fece conoscere al grosso pubblico i vantaggi delle nuove plastiche.

### L'entrata nel gruppo Montedison
Nel 1966 seguì le vicende della fusione della Montecatini, con la Edison, che portarono alla nascita del gruppo Montedison. Una più complessa articolazione societaria fu iniziata nel 1969, quando la Montedison creò una joint-venture al 50% con il gruppo Hercules. Fu costituita la società Neofil, per lo sviluppo del filo polipropilenico utilizzato in modo particolare per la produzione di tappeti e di pavimentazione tessile (moquette). Tale azienda raggiunse una notevole dimensione arrivando ad occupare fino a 700 addetti.

### La nascita della Montefibre
Nel 1972 la Polymer venne incorporata, insieme alla Rhodiatoce, nella Châtillon, che assunse la denominazione di Montefibre, società creata da Montedison per riunificare le attività del gruppo in tema di tecnofibre.
Nel 1973 il settore del film plastico polipropilenico (molto usato per il confezionamento di prodotti alimentari con buste trasparenti che permettono la visibilità del prodotto) venne scorporato dalla Montefibre e razionalizzato nella nuova società che prese il nome di Moplefan. I successivi passaggi portarono poi alla suddivisione in tre strutture: Merak (con il marchio Meraklon) per il fiocco polipropilenico, Meraklon BCF per il filo continuo per tappeti e Moplefan per il film. Dopo la costituzione delle società DIMP e Merak, la Dimp confluì nella Himont Italia.